# Phileas (bustype)
Phileas is een middel van openbaar vervoer en een bustype dat mede is ontwikkeld door Samenwerkingsverband Regio Eindhoven.
De formule bestaat uit een geavanceerde geleide bus met de eigenschappen van een tram. Het voordeel van een geleide bus ten opzichte van een traditionele tram is de kostenbesparing: de infrastructuur is goedkoper in aanleg en onderhoud, door het ontbreken van rails en bovenleiding. Het project is in 1998 ontstaan uit de wens om technologische kennis en innovatie in de regio Eindhoven te behouden en om werkgelegenheid te verschaffen. Phileas is genoemd naar Phileas Fogg, de hoofdpersoon uit het boek De reis om de wereld in tachtig dagen van Jules Verne, en moest hoge snelheid en stiptheid symboliseren.
De Phileas heeft niet aan de verwachtingen voldaan. Op 25 november 2014, precies 10 jaar na introductie, is de bouwer van de Phileas, Advanced Public Transport Systems (APTS) in Helmond, failliet verklaard.

## Concept

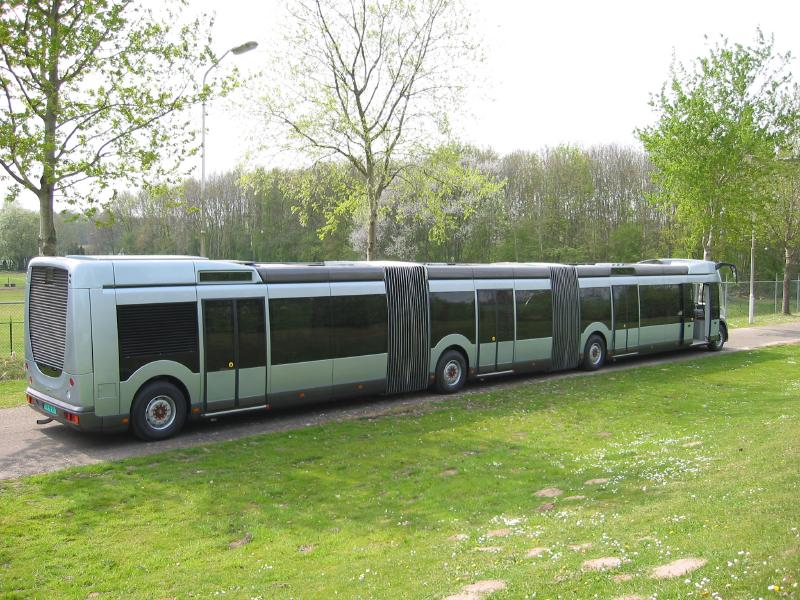
De 24-meter lange testbus.

Het innoverende aspect van de Phileas bestond uit verschillende zaken:
- extra lange bus met een hogere vervoerscapaciteit
- hybride aandrijving
- automatische geleiding met een voorgeprogrammeerde route, waardoor geen chauffeur nodig zou zijn (deze functie is nooit operationeel geweest)
- sturing op alle wielen.

### Geleiding
De Phileas rijdt grotendeels over een vrije busbaan. De geleiding bestaat uit een voorgeprogrammeerde route, die geverifieerd wordt door middel van in het wegdek verwerkte magneten. De gebruikte Free Ranging On Grid-techniek (FROG) maakt het mogelijk deze bussen automatisch te laten rijden. Deze voorziening heeft nooit gefunctioneerd, om technische redenen, maar ook omdat bezuinigingen op de originele begroting het niet mogelijk maakten om het Phileas-traject volledig gescheiden te houden van het verkeer. De aanwezigheid van een chauffeur is dan verplicht volgens de Nederlandse wetgeving. In 2008 is besloten volledig af te zien van het automatisch geleidingssysteem.

### Materieel
De Phileas is een geleide bus van 18 (enkelgeleed) of 24 meter lang (dubbelgeleed), van het voorbesturingsmodel (frontstuurbus). De bus is in het eerste stadium gebouwd met serie-hybride aandrijving (lpg-elektrisch) met elektromotoren in alle wielen, uitgezonderd de voorwielen. Vanwege aanhoudende problemen werd besloten de aandrijving om te bouwen naar parallel-hybride, waarbij alleen de achterste as wordt aangedreven door een diesel-elektromotor. Alle wielen worden bestuurd, waardoor schuin zijdelings naar het halteperron kan worden gereden ("krabbegang"). In combinatie met de automatische besturing kan zeer nauwkeurig gehalteerd worden, waardoor een volledig gelijkvloerse instap kan worden geboden, wat met een gewone bus praktisch niet mogelijk is. Op de Phileas heeft dit systeem nooit gefunctioneerd, zodat die als een traditionele bus werd gebruikt.
Een van de bussen had een vliegwiel in plaats van accu's voor het opslaan van energie. De carrosserie, gebouwd volgens een modulair systeem, werd geleverd door Fokker Hoogeveen, naar het ontwerp van Duvedec. Dit ontwerp is bekroond met de Eindhoven Design Award 2006.
De Phileasbussen zijn gebouwd door APTS (Advanced Public Transport Systems), een consortium dat bestond uit onder meer busbouwer VDL Bus & Coach en de Brabantse Ontwikkelingsmaatschappij (BOM). De bussen waren eigendom van het SRE en werden verhuurd aan de toenmalige concessiehouder.

### Mislukking
Algeheel beschouwd lijkt het erop dat het innoverende Phileasconcept zijn tijd (te) ver vooruit was. De serie-parallelaandrijving en het automatisch geleidingssysteem zijn geannuleerd, waardoor de Phileas in technisch opzicht steeds minder ging verschillen van een normale lange stadsbus. Ondertussen kwamen concurrenten als Van Hool met gelijkaardige, maar veel minder geavanceerde, hybride lange stadsbussen als de ExquiCity, net als de Phileas ook wel als een trambus aangeduid, een term die constructief iets anders aanduidt dan het traditionele begrip trambus.

## Gebruik

### Regio Eindhoven
Na voorzichtige inzet vanaf juni 2004 werd de Phileas op 5 september 2004 in gebruik genomen op lijnen rond Eindhoven. De officiële opening vond plaats op 30 oktober 2004. Het voertuig is tot 11 december 2016, met onderbrekingen door technische problemen, door Hermes ingezet op lijn 401 van Station Eindhoven Centraal naar Eindhoven Airport en lijn 402 van Eindhoven naar Veldhoven.
De Phileasvoertuigen ondervonden veel problemen met de accu's en de software voor de aansturing daarvan. Ook de verkeerslichtbeïnvloeding was niet optimaal ingesteld. Van de automatische besturing kon dan ook nooit gebruikgemaakt worden. Er werd een team samengesteld om de technische kant van de Phileas bedrijfszekerder te maken, waarbij een nieuwe storingsadministratie werd opgezet om meer inzicht te krijgen in oorzaken van storingen.  Van 8 november 2004 tot 6 juli 2005 werden de Phileasvoertuigen geheel uit de dienstregeling gehaald. De problemen met de Phileas bleven zich voordoen. Daarom werden alle Phileassen in november 2007 opnieuw uit dienst genomen en vervangen door gewone stadsbussen. De Phileassen werden omgebouwd naar een betrouwbaarder systeem en werden daarbij iets langer. Met ingang van 7 februari 2009 keerden de 9 beschikbare Phileassen terug in dienst, maar in maart 2009 moest een aantal bussen wederom uit de dienstregeling worden genomen vanwege problemen met de te zwakke aandrijfas, die bij meerdere bussen afbrak.

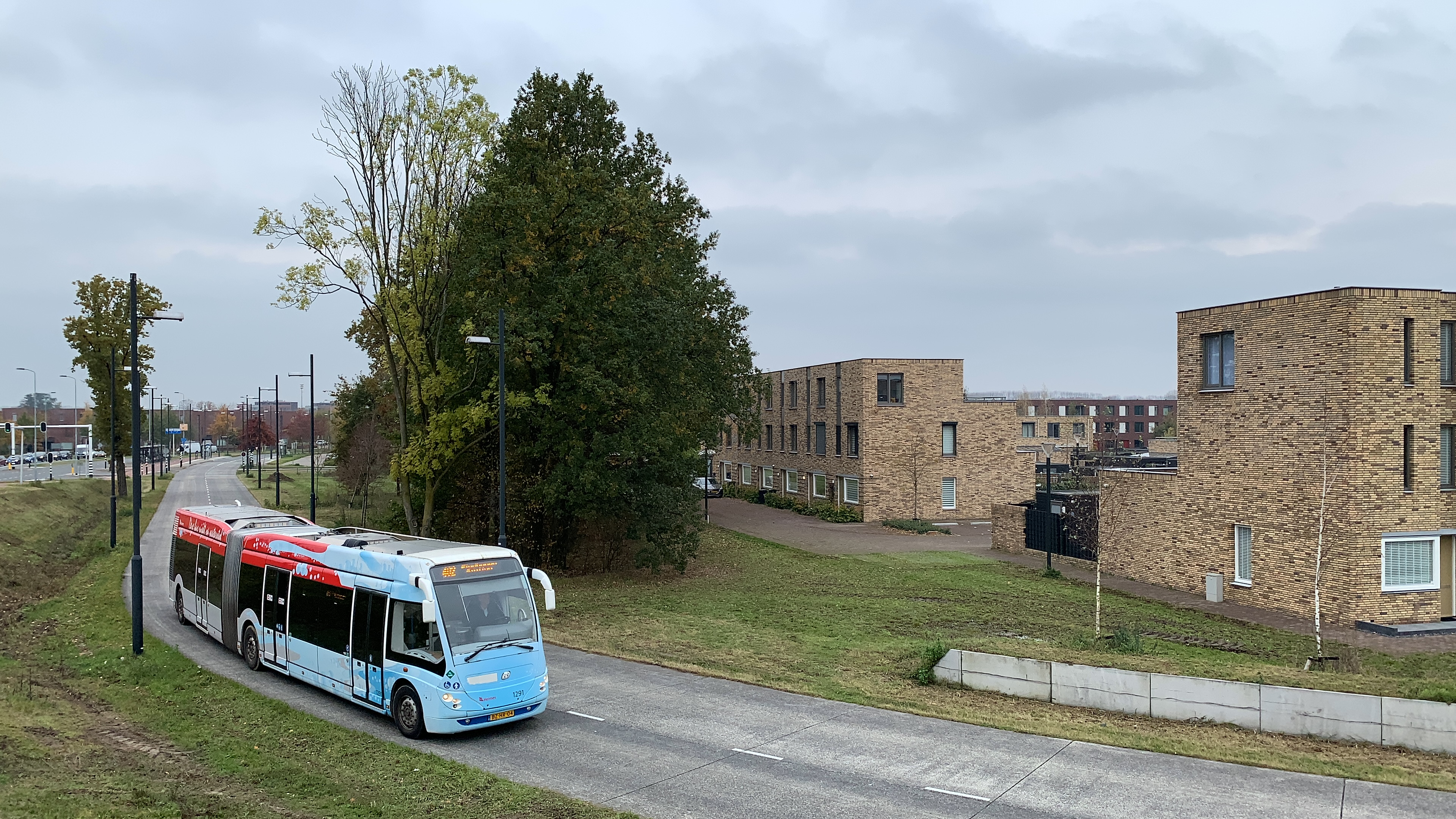
De waterstof variant van de Phileas in dienst bij Hermes

Begin 2017 nam Hermes 2 Phileas waterstofbussen in dienst nadat de oude Phileasbussen uit dienst waren gehaald. De 2 bussen waren afkomstig van het GVB (Amsterdam) en werden ingezet op de normale HOV-dienst in en rond Eindhoven.

### Frankrijk

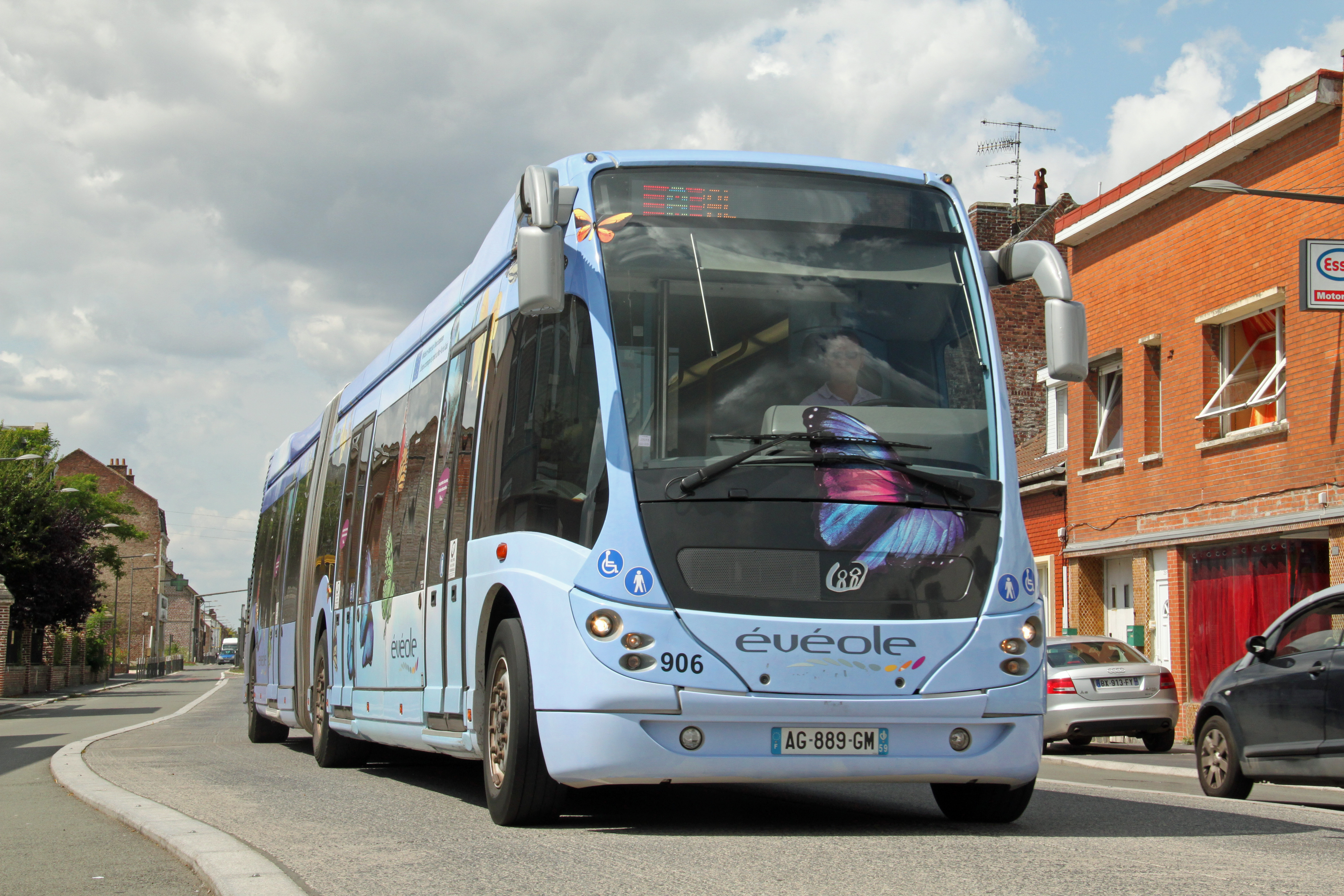
De Évéole.

In juni 2005 heeft APTS een contract gesloten voor de levering van twaalf soortgelijke voertuigen aan het stadsvervoerbedrijf van de Noord-Franse stad Douai. De in Eindhoven ondervonden problemen zijn bij deze voertuigen opgelost: het hybride aandrijfsysteem is geheel herzien. Niettemin werden deze bussen na acht jaar dienst terzijde gesteld en vervangen door bussen van een ander merk.  
Op 18 november 2006 werd de Évéole op de Place Charles de Gaulle gepresenteerd aan de bewoners van Douai. De Evéole is genoemd naar Eolus, de Griekse god van de wind. De Évéole lijkt op de Phileas met een nieuwe, kortere neus en een ander interieur, evenals de Phileas ontworpen door Duvedec. Anders dan de Phileas heeft de Évéole deuren aan beide zijden. Voor de Evéole is een vrije busbaan aangelegd tussen Douai en Guesnain, met 21 haltes met tussenafstanden van ca. 400 m. Met een frequentie van 10 min. kunnen op deze lijn 900 passagiers per uur vervoerd worden. Vanaf 2 juli 2008 werden de voertuigen op deze lijn ingezet. Een tweede lijn was gepland voor 2011 en een derde en vierde in 2020, maar in december 2014 zijn alle voertuigen buiten dienst gesteld.

### Turkije
In de stad Istanboel (Turkije) was een soortgelijk project in uitvoering. Hier sloot APTS in 2007 een contract af voor de levering van 50 van deze voertuigen. Vanaf oktober 2007 reden er al enkele demovoertuigen. De voertuigen werden speciaal voor Istanbul ontworpen. Ze hebben een lengte van 26 meter en een capaciteit van 230 personen (52 zitplaatsen en 178 staanplaatsen).
In maart 2009 werden 35 van de 50 voertuigen buiten dienst gesteld vanwege aanzienlijke problemen met de aandrijving..

### Korea

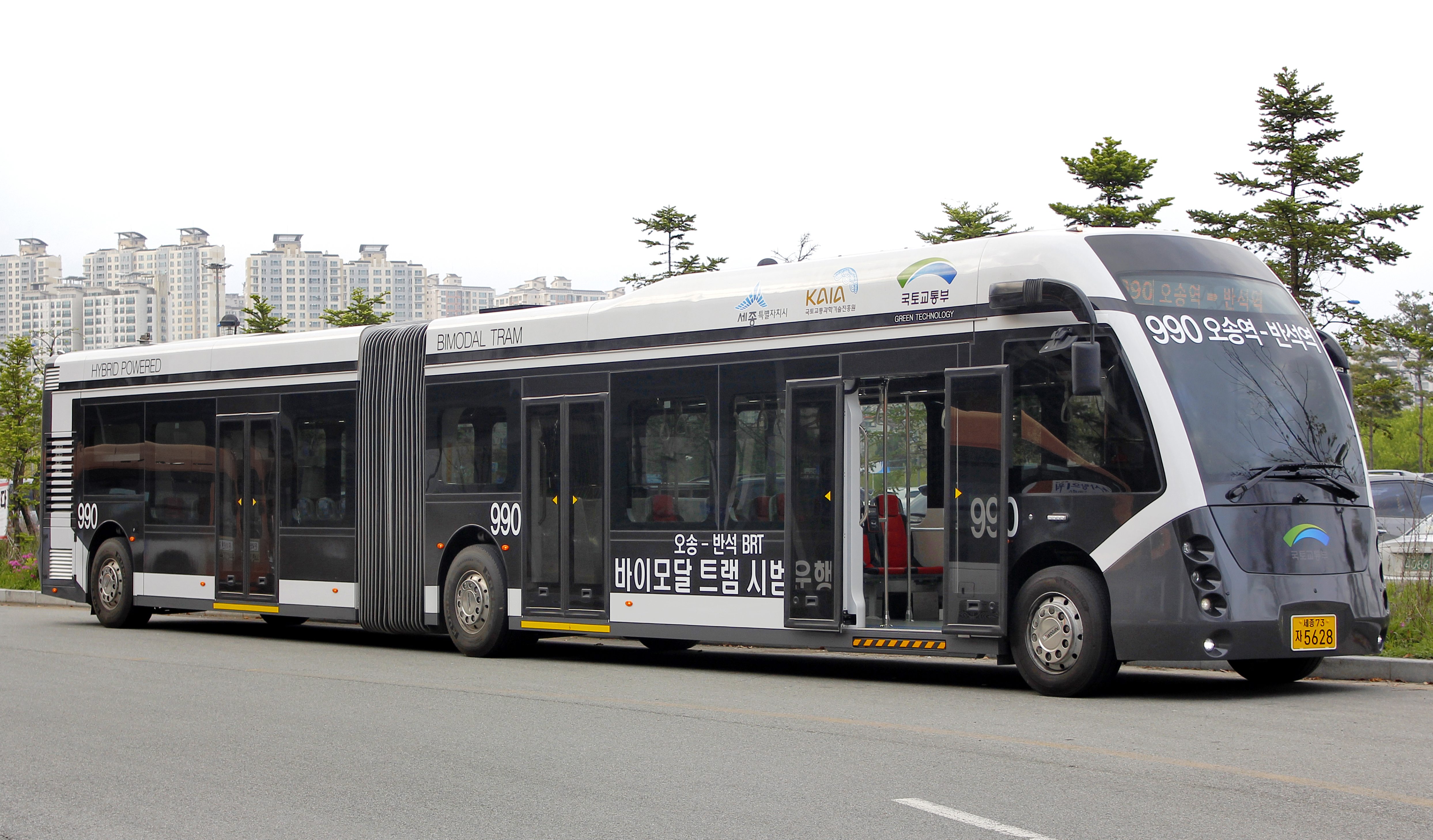
KRRI Variant

Verder is in Korea een licentieovereenkomst afgesloten voor technologieoverdracht. Doel was het ontwikkelen van een variant van de Phileas met een brandstofcel voor de hybride-aandrijving. Gedacht werd aan een potentieel van 600 voertuigen.

### Nijmegen
In 2008 en 2009 heeft Hermes-bus 1212, afkomstig uit Eindhoven, tijdelijk dienstgedaan in Nijmegen bij Novio. In 2009 is de bus teruggekeerd naar Eindhoven.

### Amsterdam/Keulen

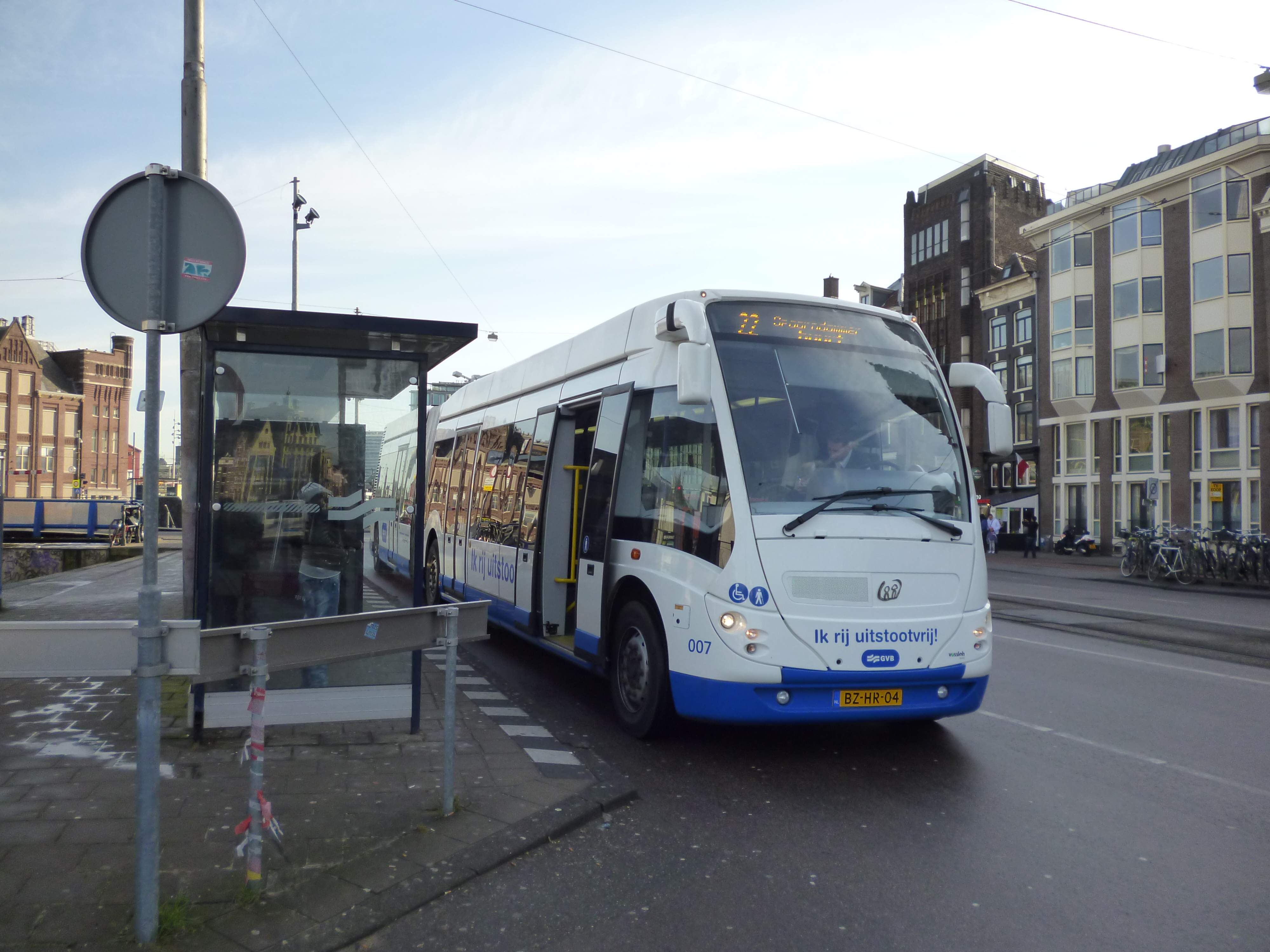
Phileas 007 van het GVB bij het centraal station in Amsterdam

Er zijn vier 18 meter lange Phileasvoertuigen gebouwd die op waterstof rijden. Van begin 2012 tot en met eind 2014 werden hiermee proeven genomen bij het GVB in Amsterdam, onder meer op lijn 22. Door de riskante ligging van busgarage Noord naast een onderstation van het landelijk hoogspanningsnet moest in 2015 het waterstofstation worden ontmanteld.
De twee bussen die eerder bij Regionalverkehr Köln GmbH (RVK) in Keulen reden, rijden sinds begin 2017 bij Hermes als reservebussen voor lijnen 400 en 401 tussen Station Eindhoven Centraal en de vliegbasis.